# غتشوي مظفر أباد
غتشوي مظفر أباد (بالفارسية: گچوی مظفرآباد) هي قرية تقع في قسم آبدان الريفي (مقاطعة دير) في إيران. يقدر عدد سكانها بـ 0 نسمة بحسب إحصاء 2016.